# Eli Anne Dvergsdal
Eli Anne Dvergsdal, née le 19 novembre 1991 à Skei, est une coureuse de fond norvégienne spécialisée en course en montagne et skyrunning. Elle est vice-championne d'Europe de course en montagne 2015 et double championne de Norvège de course en montagne.

## Biographie
Eli Anne commence le football à l'âge de cinq ans en prenant exemple sur son grand frère et pratique le ski de fond en parallèle. Son club local de ski de fond ayant cessé ses activités, Eli Anne se consacre exclusivement au football à l'âge de 13 ans et rejoint le Kaupanger IL. Après avoir terminé l'école secondaire, elle emménage à Bergen pour étudier la physiothérapie. Elle rejoint le Åsane Fotball, puis le IL Sandviken. Le 6 décembre 2014, elle doit jouer un match contre Sola FK mais le match est annulé. Profitant de son week-end de congé, elle récupère le dossard d'une amie malade pour un semi-marathon à Bergen. N'ayant jamais couru une distance aussi longue, elle prend le départ sans autre ambition que de rallier l'arrivée. À sa grande surprise, elle termine première femme en 1 h 23 min 4 s,,,.
Durant l'hiver 2014-2015, Eli Anne fait le choix de laisser tomber sa carrière de footballeuse pour se consacrer exclusivement à la course à pied. Le 30 mai 2015, elle décroche la médaille d'argent lors des championnats de Norvège de course en montagne en terminant entre Heidi Weng et sa sœur Merete. Elle est sélectionnée pour les championnats d'Europe de course en montagne à Porto Moniz. Tandis qu'Andrea Mayr domine la course en tête pour remporter son quatrième titre européen, Eli Anne effectue une excellente course et parvient à battre l'Anglaise Emma Clayton pour décrocher la médaille d'argent.
En mars 2016, elle remporte le titre de championne de Norvège du 3 000 m en salle. Le 18 juin, elle termine deuxième de la montée du Molden, un peu plus d'une minute derrière l'Américaine Annie Bersagel. L'épreuve comptant comme championnats de Norvège de course en montagne, Eli Anne remporte le titre. Elle se prépare ensuite pour les championnats d'Europe de course en montagne mais doit y renoncer à la suite du désistement de l'équipe nationale norvégienne. À la place, elle est sélectionnée pour le semi-marathon des championnats d'Europe d'athlétisme à Amsterdam où elle se classe 73e en 1 h 18 min 29 s. 
Le 2018, elle domine le semi-marathon de Bergen. Elle remporte sa troisième victoire consécutive en 1 h 17 min 42 s, signant un nouveau record du parcours et améliorant sa marque personnelle. Elle termine avec cinq minutes d'avance sur sa plus proche poursuivante, la biathlète Hilde Fenne.
En 2019, elle se lance un nouveau défi en participant à la Golden Trail World Series. La première manche, Zegama-Aizkorri, se déroule sur une distance marathon qu'elle n'a jamais couru auparavant. Sous une chaleur accablante, elle prend un départ rapide et effectue la course seule en tête. Elle franchit la ligne d'arrivée la première en 3 h 36 min 6 s, plus de 10 minutes avant sa première poursuivante, Elisa Desco. Elle remporte ainsi son premier grand succès en skyrunning. Le 30 juin, alors que Ruth Croft effectue la course en tête du marathon du Mont-Blanc, Eli Anne lutte avec Silvia Rampazzo pour la seconde place. D'abord devant, elle se fait doubler par l'Italienne et termine troisième à 30 secondes derrière. Après quelques contre-performances, elle conclut sa saison par une sixième place à l'Annapurna Trail Marathon et termine à la quatrième place du classement de la Golden Trail World Series.

## Palmarès

### Route/cross
| Année | Compétition                            | Lieu      | Place | Épreuve       | Temps           |
| ----- | -------------------------------------- | --------- | ----- | ------------- | --------------- |
| 2015  | Championnats nordiques de cross        | Göteborg  | 6e    | Cross-country | 26 min 40 s     |
| 2016  | Championnats de Norvège de cross court | Stavanger | 1re   | Cross-country | 6 min 28 s      |
| 2016  | Semi-marathon de Bergen                | Bergen    | 1re   | Semi-marathon | 1 h 18 min 50 s |
| 2017  | Semi-marathon de Bergen                | Bergen    | 1re   | Semi-marathon | 1 h 21 min 15 s |
| 2018  | Semi-marathon de Bergen                | Bergen    | 1re   | Semi-marathon | 1 h 17 min 42 s |

### Course en montagne
| no  | féminin            | Course                                        | Longueur | Départ           | Temps           |
| --- | ------------------ | --------------------------------------------- | -------- | ---------------- | --------------- |
| 39e | Médaille d'argent  | Championnats de Norvège de course en montagne | 4,3 km   | 30 mai 2015      | 29 min 56 s     |
| 2e  | Médaille d'argent  | Championnats d'Europe de course en montagne   | 8,25 km  | 4 juillet 2015   | 53 min 5 s      |
| 33e | Médaille d'or      | Championnats de Norvège de course en montagne | 7,6 km   | 18 juin 2016     | 57 min 48 s     |
| 18e | Médaille d'or      | Championnats de Norvège de course en montagne | 4,3 km   | 2 juin 2018      | 27 min 37 s     |
| 4e  | 4e                 | Championnats d'Europe de course en montagne   | 11 km    | 1er juillet 2018 | 57 min 53 s     |
| 42e | Médaille de bronze | 42 KM du Mont-Blanc                           | 42 km    | 30 juin 2019     | 4 h 38 min 30 s |

### Skyrunning
| no  | féminin           | Course                                                   | Longueur | Départ          | Temps           |
| --- | ----------------- | -------------------------------------------------------- | -------- | --------------- | --------------- |
| 36e | Médaille d'argent | Dolomites Vertical Kilometer                             | 2,4 km   | 17 juillet 2015 | 39 min 34 s     |
| 65e | 5e                | Dolomites SkyRace                                        | 22 km    | 19 juillet 2015 | 2 h 29 min 24 s |
| 63e | 8e                | Championnats du monde de skyrunning - Kilomètre vertical | 2,8 km   | 22 juillet 2016 | 44 min 19 s     |
| 14e | Médaille d'or     | Blåmann Vertical                                         | 2,7 km   | 4 août 2017     | 45 min 58 s     |
| 38e | Médaille d'or     | Zegama-Aizkorri                                          | 42,2 km  | 2 juin 2019     | 4 h 38 min 30 s |
| 28e | 6e                | Annapurna Trail Marathon                                 | 42 km    | 25 octobre 2019 | 7 h 11 min 12 s |
| 27e | Médaille d'argent | Livigno SkyMarathon                                      | 34 km    | 19 juin 2021    | 4 h 57 min 20 s |
| 36e | Médaille d'argent | Kilomètre vertical du Mont-Blanc                         | 3,8 km   | 2 juillet 2021  | 46 min 33 s     |

## Records
| Épreuve       | Épreuve       | Performance    | Date              | Lieu       |
| ------------- | ------------- | -------------- | ----------------- | ---------- |
| 1 500 mètres  | Plein air     | 4 min 38 s 90  | 22 juin 2018      | Bergen     |
| 1 500 mètres  | En salle      | 4 min 34 s 10  | 5 février 2022    | Ulsteinvik |
| 3 000 mètres  | Plein air     | 9 min 38 s 01  | 15 mai 2019       | Bergen     |
| 3 000 mètres  | En salle      | 9 min 44 s 40  | 3 février 2019    | Haugesund  |
| 5 000 mètres  | Plein air     | 16 min 53 s 03 | 18 septembre 2020 | Bergen     |
| 5 000 mètres  | En salle      | 16 min 59 s 16 | 28 décembre 2022  | Bergen     |
| 10 000 mètres | 10 000 mètres | 34 min 52 s 28 | 30 septembre 2015 | Bergen     |
| 5 kilomètres  | 5 kilomètres  | 17 min 20 s    | 5 septembre 2020  | Knarvik    |
| 10 kilomètres | 10 kilomètres | 34 min 31 s    | 23 avril 2016     | Oslo       |
| Semi-marathon | Semi-marathon | 1 h 16 min 0 s | 12 mars 2023      | Lisbonne   |